# Friedrich Kalpenstein

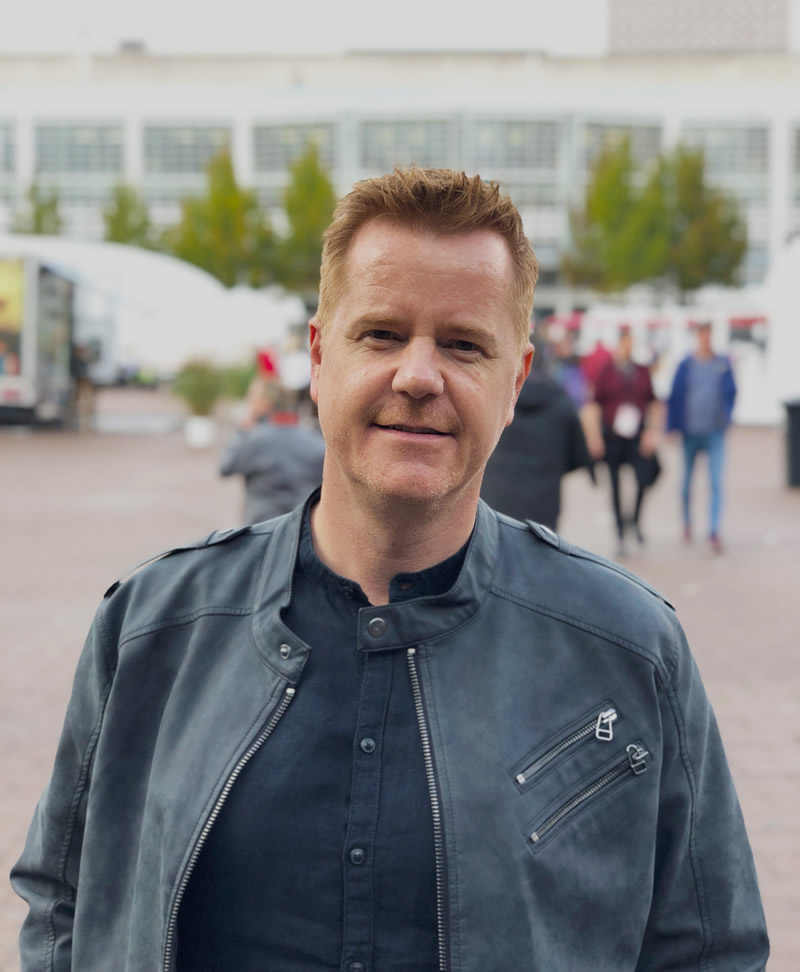
Friedrich Kalpenstein auf der Frankfurter Buchmesse (2019)

Friedrich Kalpenstein (* 14. August 1971 in Freising, Oberbayern) ist ein deutscher Autor, Komponist, Songwriter und Sänger.

## Biographie
Friedrich Kalpenstein wurde in Freising geboren und ging dort zur Schule. Er absolvierte eine Ausbildung zum Zahntechniker und arbeitete danach als Außendienstmitarbeiter für Dentalprodukte.
Heute lebt er mit seiner Ehefrau Petra in der Nähe von Freising im Ampertal in Oberbayern.
Ende 2013 erschien der Debütroman Ich bin Single, Kalimera. Dieser Roman wurde zunächst als Selbstpublikation veröffentlicht. Der Verlag Tinte & Feder wurde auf Kalpenstein als Autor aufmerksam und 2015 wurde dort „Herbert – Ich bin Single, Kalimera“ veröffentlicht (neu lektoriert und mit neu gestaltetem Cover-Artwork) als Auftakt zur Romanreihe „Herbert – Held des Alltags“. Die Reihe umfasst die weiteren Romane Wie Champagner und Männerferien ebenfalls im Jahr 2015 publiziert, gefolgt von Alpengriller von 2017 sowie Gipfelträumer und Profipfuscher, beide aus dem Jahr 2018. Mit Inselhippies erschien im Oktober 2019 der siebte Teil der Reihe. Der Auftakt seiner Provinzkrimi-Reihe „Kommissar Tischler ermittelt“ startete im Juli 2020 mit Prost, auf die Wirtin. Auch in dieser Serie behält Kalpenstein seinen humoristischen Stil bei, den er aber mörderisch zuspitzt. Das Leben der speziellen, sehr lebendigen Charaktere spielt in den Chiemgauer Alpen. Die Hörbücher dieser Provinzkrimi-Reihe werden von Helmfried von Lüttichau gesprochen.
Kalpenstein trat bereits vor seiner Karriere als Autor als Leadsänger und Keyboarder in einer Tanz- und Showband auf. Für den Roman Gruppentherapie verwendete er das Pseudonym seines Protagonisten Ben Valdern für Studioaufnahmen und Auftritte. Für das Hörbuch (gelesen von Robert Frank, produziert von Audible Studios) schrieb, produzierte und sang er in den Farm Studios in Freising fünf Songs ein.

## Werke
Gardasee-Krimi – Lanza-/Zeitler-Reihe
- Band 1: Salute – Der letzte Espresso. Edition M, Luxembourg 2024, ISBN 978-2-496-715347.
- Band 2: Salute – Die letzte Fahrt. Edition M, Luxembourg 2025, ISBN 978-2-496-715378.

Provinzkrimi Reihe – Kommissar Tischler ermittelt
- Prost, auf die Wirtin. Edition M, Luxembourg 2020, ISBN 978-2-496-70346-7.
- Prost, auf die Erben. Edition M, Luxembourg 2021, ISBN 978-2-496-70423-5.
- Prost, auf die Jugend. Edition M, Luxembourg 2021, ISBN 978-2-496-70778-6.
- Prost, auf die Nachbarn. Edition M, Luxembourg 2022. ISBN 978-2-496-70 9476.
- Prost, auf die Singles. Edition M, Luxembourg 2022. ISBN 978-2-496-711592.
- Prost, auf die Gaukler. Edition M, Luxembourg 2022. ISBN 978-2-496-711585.
- Prost, auf die Feinschmecker. Edition M, Luxembourg 2023. ISBN 978-2-496-713299.
- Prost, auf die Pfennigfuchser. Edition M, Luxembourg 2023. ISBN 978-2-496-713312.
- Prost, auf die Künstler. Edition M, Luxembourg 2024. ISBN 978-2-496-714692.
- Prost, auf Brunngries. Edition M, Luxembourg 2024. ISBN 978-2-496-714708.
- Prost, auf den Doktor. Edition M, Luxembourg 2025. ISBN 978-2-496-717365.

Herbert-Reihe
- Band 1: Ich bin Single, Kalimera. Tinte & Feder 2015. ISBN 978-1503944121.

- Band 2: Wie Champagner. Tinte & Feder, 2015. ISBN 978-1503946026.
- Band 3: Männerferien. Tinte & Feder, 2015. ISBN 978-1503950405.
- Band 4: Alpengriller. Tinte & Feder, 2017. ISBN 978-1477824627.
- Band 5: Gipfelträumer. Tinte & Feder, 2018. ISBN 978-1503900677.
- Band 6: Profipfuscher. Tinte & Feder, 2018. ISBN 978-2919803408.
- Band 7: Inselhippies. Tinte & Feder, 2019. ISBN 978-2496701333.

Einzelromane
- Das Leben ist kein Zweizeiler. Tinte & Feder 2016. ISBN 978-1503936447.
- Sie haben ihr Ziel erreicht. Tinte & Feder 2017. ISBN 978-1611099232.
- Gruppentherapie. Tinte & Feder 2018. ISBN 978-2919800377.
- Marie Band 4 aus der Reihe Hearts on Fire. Montlake Romance, 2019. ISBN 978-2919804696.

Kinderbücher
- Träum mir einen Freund. Selbstpublikation, 2014, ISBN 978-1502929846.
- Träume mit Enrico. Selbstpublikation 2014, nur als E-Book veröffentlicht
- Es war einmal – Neue und klassische Märchen. E-Book. Tinte & Feder. 2019.